# Soledar
Soledar (Oekraïens en Russisch: Соледар) is een stad met 10.692 inwoners (2021) in Bachmoet Raion, oblast Donetsk. Het werd gesticht als Solanoje in 1676, als eerste stad in de Donbasregio. De stad werd gebouwd voor de winstgevende exploitatie van nieuw ontdekte steenzoutreserves.
De naam van de stad betekent in zowel het Russisch als het Oekraïens 'geschenk van zout'.

## Geschiedenis
In de tweede helft van de 17e eeuw vestigden de Don-Kozakken zich in de Donbas-regio. In 1881 werd in de buurt van het dorp de eerste zoutmijn gesticht en enkele jaren later verschenen er andere.
In 1965 werd de nederzetting de stad Karlo-Libknechtovsk, vernoemd naar Karl Liebknecht. In juli 1991 werd de stad omgedoopt tot Soledar.
In 1989 bedroeg de bevolking 12.305. In 2001 was dit toegenomen tot 13.151.

### Russisch-Oekraïense Oorlog
Medio april 2014 veroverden Russische GROe-agenten, onder leiding van Igor 'Strelkov' Girkin, verschillende steden in de oblast Donetsk waaronder Soledar. Op 21 juli 2014 hebben Oekraïense troepen de stad beveiligd tegen de militanten. Op 2 augustus 2014 hadden het identificatieteam en OVSE-waarnemers die zich bezighielden met de crash van MH17 een basis opgezet in Soledar, omdat het vanaf daar gemakkelijker was om naar de crashsite te gaan.
Op 28 mei 2022, drie maanden na het begin van de Russische invasie van Oekraïne, werd gemeld dat een Russische raket de zoutfabriek Artemsil in de stad had geraakt.

## Economie
De belangrijkste ondernemingen van de stad zijn gerelateerd aan de mijnbouw en verwerkende industrieën: State Enterprise Association Artyomsol is mijnbouw en verwerking van steenzout in Soledar Salt Mine en Knauf Gips Donbass (een dochteronderneming van een Duitse gipsproducent Knauf).
De stad heeft een belangrijke toeristische attractie: de ondergrondse galerijen en kamers van de zoutmijnen, die ook op grote schaal worden gebruikt voor speleo (grot) en behandeling van astma en andere longziekten.

## Vervoer
Er is een treinstation.

## Demografie
Moedertaal vanaf de Oekraïense volkstelling van 2001:
- Russisch 89,4%
- Oekraïens 10,1%
- Armeens 0,1%
- Wit-Russisch 0,1%

## Galerij

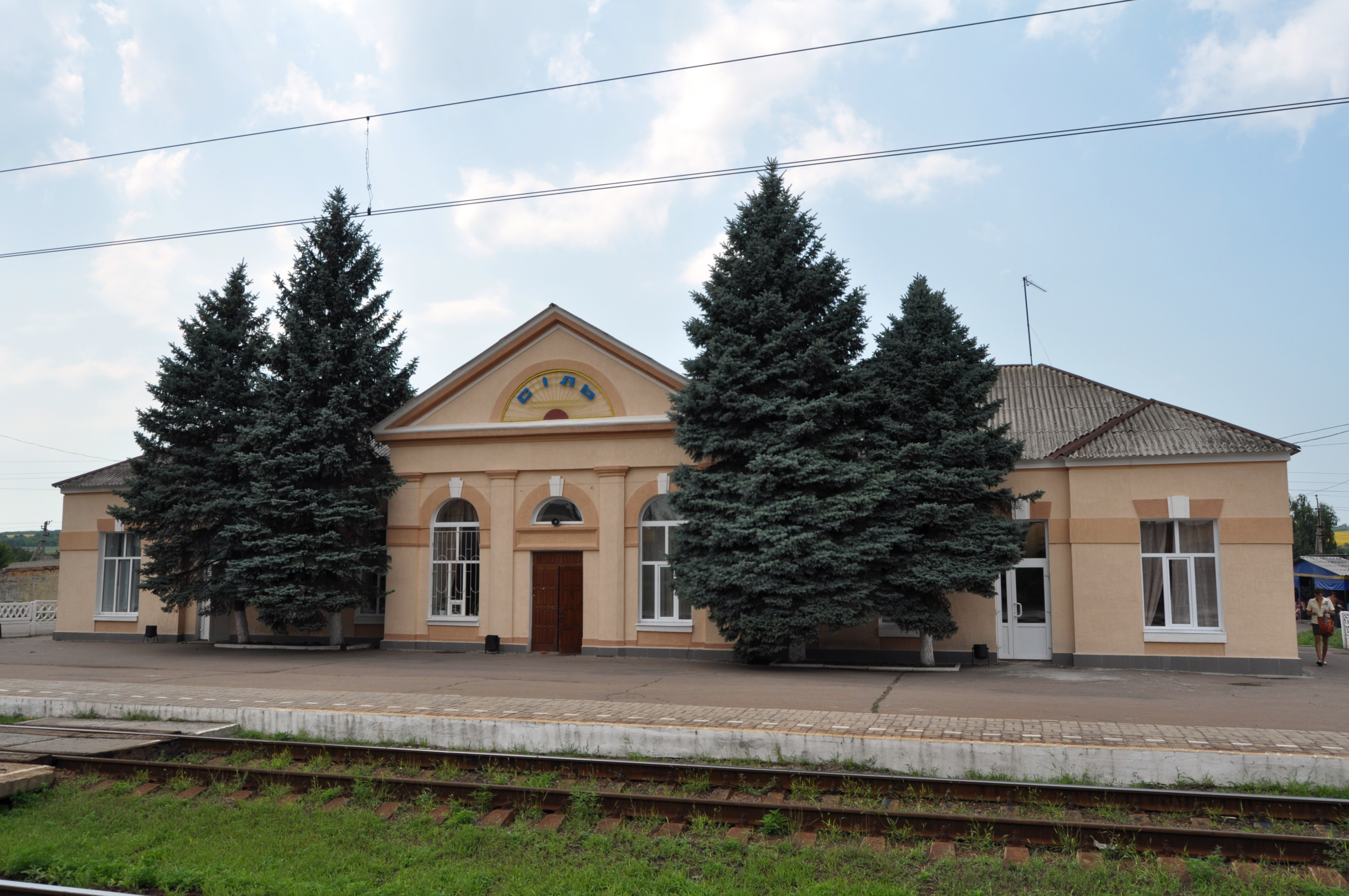
Treinstation
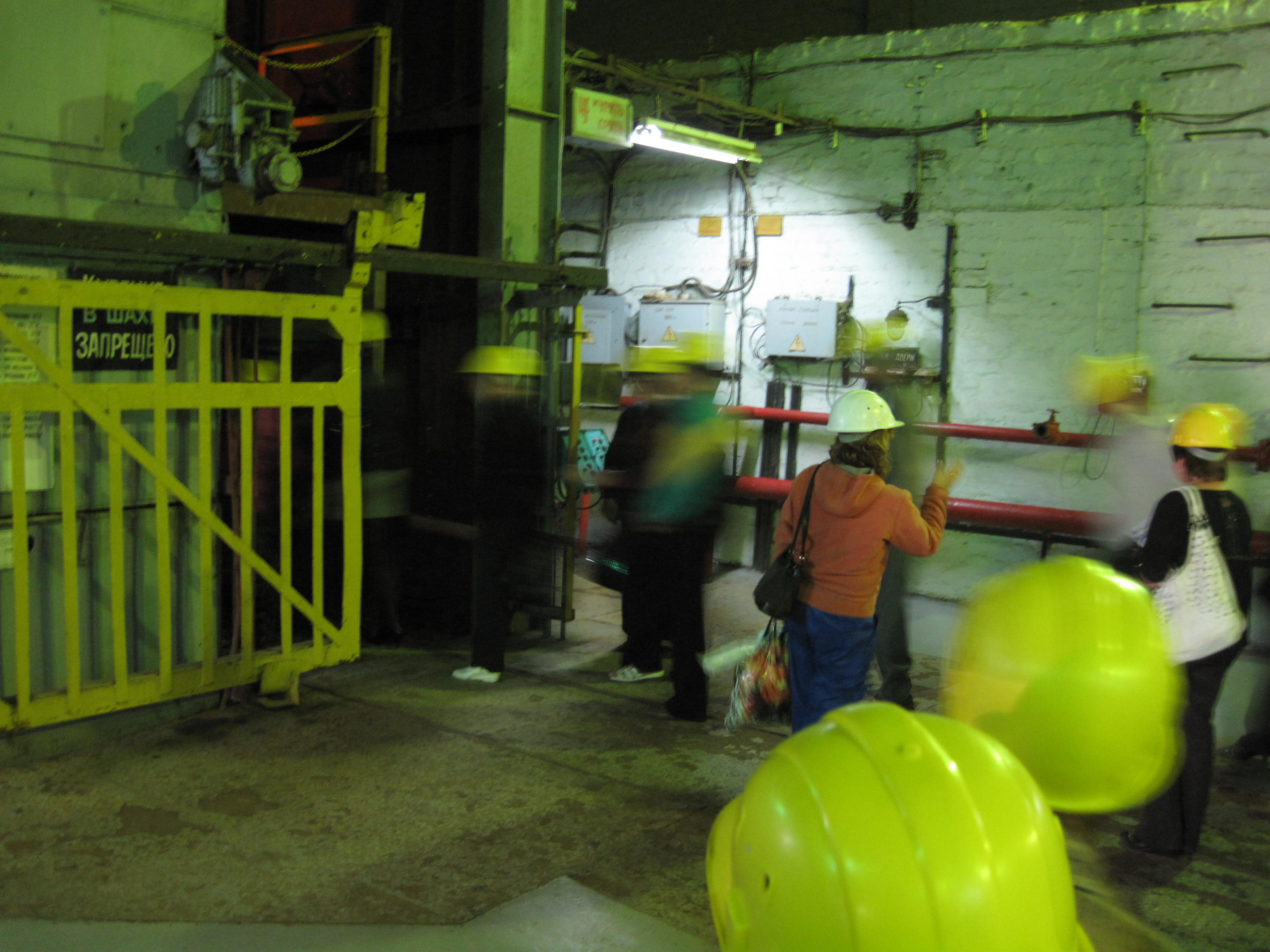
Zoutmijn ingang
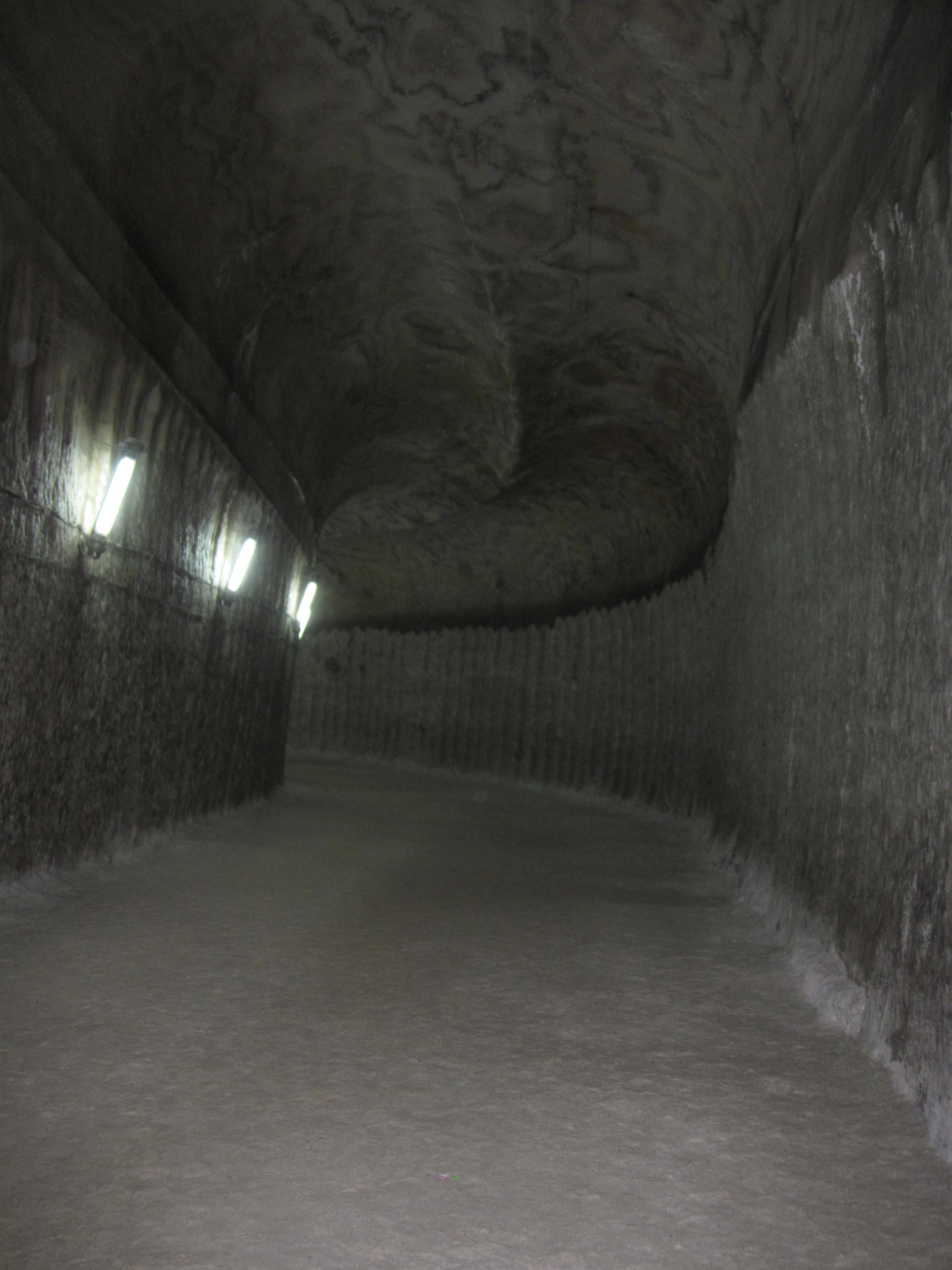
In de mijn
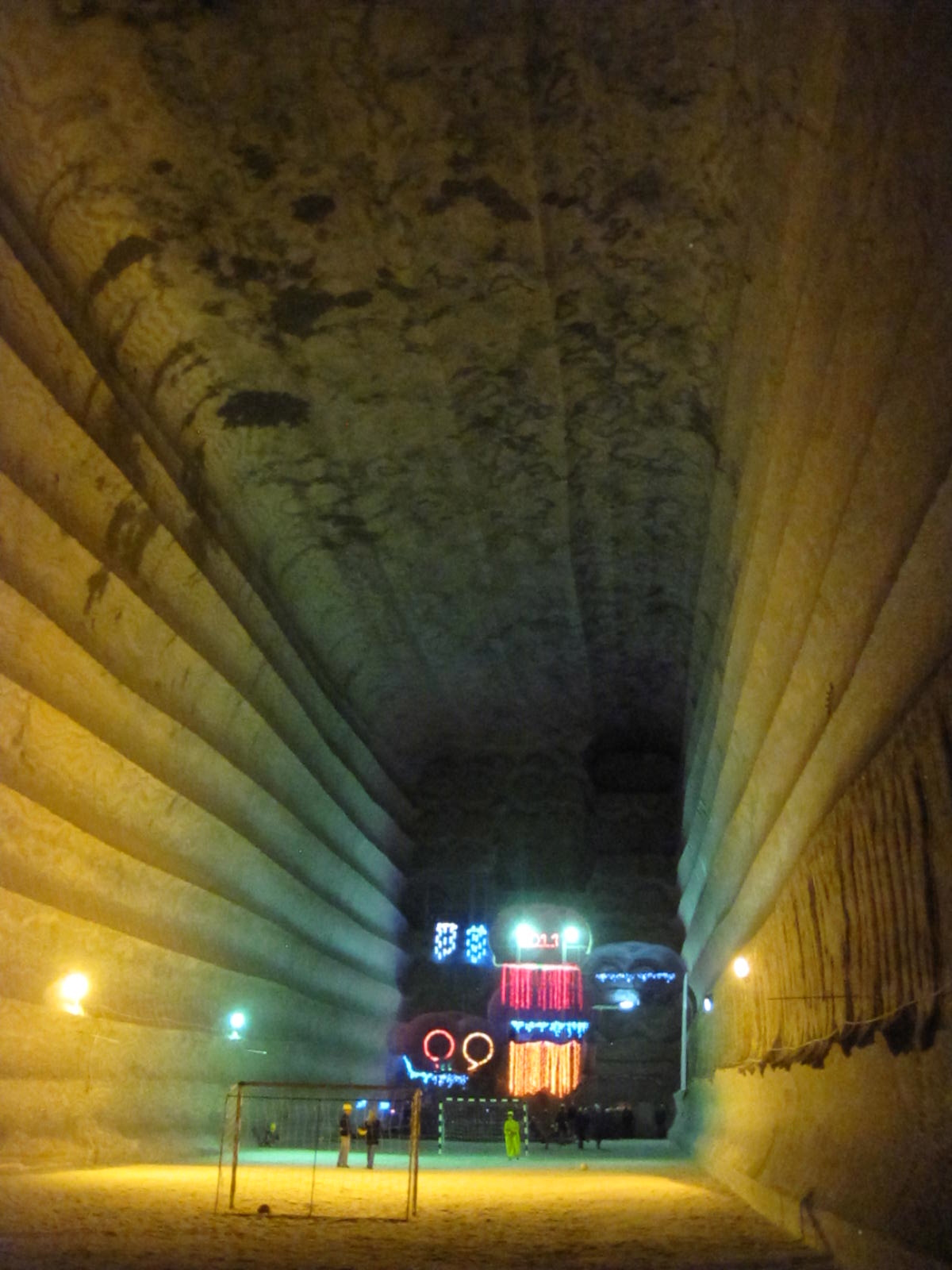
Ondergronds voetbalveld en concertzaal in de Soledar-mijn